# マルティーンコヴィツェ
マルティーンコヴィツェ(Martínkovice)はチェコ北部の村。ドイツ名はメルツドルフ(Märzdorf) 。フラデツ・クラーロヴェー州ナーホト郡に属する。2014年の調査では、人口は506人であった。
マルティーンコヴィツェにはマルティーンコヴィツェ川が流れ、ステナヴァ川へ注いでいる。

## 歴史
村に関する最初の記録は1255年のものである。

## 観光
- 聖ゲオルギオス・聖マルティヌス教会
- セルビア人墓地 （1914 – 1918、1939 – 1945）